# Klek, Trbovlje
Klek je naselje v Občini Trbovlje, ki je bilo ustanovljeno leta 2013 iz delov naselij Prapreče in Trbovlje.
Sestavljen je iz zaselkov (Z)Gornji in Spodnji Klek.